# Kapisillit
Kapisillit (em dinamarquês:  Lakskaj) é um assentamento no município de Sermersooq, no sudoeste da Gronelândia. Kapisillit significa salmão em Gronelandês. Em 2010 tinha 86 habitantes. Em 1953, Kgl. Grønlandske Handel, uma estação de criação de renas domesticadas perto de Kapisillit. As renas foram importadas da Noruega e cuidadas por Sami que aqui se instalou; alguns de seus descendentes ainda vivem no assentamento.

## Economia
Os seus habitantes sobrevivem principalmente pela caça, pesca e turismo. A localidade tem sua própria escola, igreja e mercearia. 

## População
A população diminuiu muito de 1990 a 2000, tendo se estabilizado desde então. Em 2010 tinha 86 habitantes.